# Acrostroma
Acrostroma — рід грибів родини Batistiaceae. Назва вперше опублікована 1987 року.

## Класифікація
До роду Acrostroma відносять 4 види:
- Acrostroma annellosynnema(інші мови)
- Acrostroma annellosynnemum(інші мови)
- Acrostroma madhucae(інші мови)
- Acrostroma sterculiae(інші мови)